# 후지가야 요스케
후지가야 요스케(일본어: 藤ヶ谷 陽介, 1981년 2월 13일 ~ )는 일본의 전 축구 선수이다.

## 구단 경력
그는 1999년부터 2017년까지 J리그의 콘사돌레 삿포로, 감바 오사카, 주빌로 이와타에서 활동하였다.

## 국가대표팀 경력
그는 2001년 FIFA 세계 청소년 축구 선수권 대회에 참가할 일본 U-20 국가대표팀에 발탁되었으며, 3경기에 출전했다. 2002년 아시안 게임에 참가할 일본 U-23 국가대표팀에 발탁되었으며, 은메달 획득에 기여했다.